# Calco (mitologia)
Nella mitologia greca, Calco era uno dei re dei Dauni, popolo iapigio stanziato nell'antica Daunia (attuale Puglia settentrionale).

## Il mito
Ulisse durante il suo ritorno in patria dopo la guerra di Troia, in quella che poi prese nome Odissea, arrivò nell'isola della maga Circe. Calco, re di una popolazione vicina all'isola della maga, si era innamorato di lei, ma la donna era interessata ad Ulisse e non a lui. Calco non si diede per vinto e la maga approfittò del suo potere per trasformarlo in un maiale, rinchiudendolo in seguito nelle stalle a far compagnia agli amici di Ulisse anch'essi tutti trasformati. 

### La liberazione
Il popolo dei Dauni iniziava a preoccuparsi per l'assenza prolungata del re, inviò una delegazione dalla maga che le intimarono di restituire il loro sovrano con le sue originali sembianze, altrimenti avrebbero invaso l'isola. La donna accettò con una condizione: Calco non avrebbe più dovuto mettere piede sul suolo della donna.

### Interpretazione e realtà storica
Omero non racconta nulla dell'episodio che viene invece narrato da altri autori.

### Fonti
- Partenio di Nicea, erotika pathémata

### Moderna
- Anna Ferrari, Dizionario di mitologia, Litopres, UTET, 2006, ISBN 88-02-07481-X.
- Anna Maria Carassiti, Dizionario di mitologia classica, Roma, Newton, 2005, ISBN 88-8289-539-4.
- Pierre Grimal, Enciclopedia della mitologia 2ª edizione, Brescia, Garzanti, 2005, ISBN 88-11-50482-1. Traduzione di Pier Antonio Borgheggiani